# Paolo Virzì
Paolo Virzì, född 4 mars 1964 i Livorno, är en italiensk filmregissör och manusförfattare. Han verkar i en italiensk komeditradition med rötter i rörelsen commedia all'italiana. Två av hans filmer har fått David di Donatello för bästa film, Ferie d'agosto från 1996 och Girighetens pris från 2013.

## Filmografi
- La bella vita (1994)
- Ferie d'agosto (1995)
- Ovosodo (1997)
- Baci e abbracci (1999)
- My Name Is Tanino (2002)
- Caterina va in città (2003)
- N (Io e Napoleone) (2006)
- Tutta la vita davanti (2008)
- La prima cosa bella (2010)
- Tutti i santi giorni (2012)
- Girighetens pris (Il capitale umano) (2013)
- Galna av lycka (La pazza gioia) (2016)